# کوتاباتو جنوبی
کوتاباتوی جنوبی (South Cotabato) یکی از استان‌های کشور فیلیپین است. این استان در جنوب این کشور قرار گرفته است و بخشی از جزیره میندانائو به شمار می‌رود.
مرکز این استان شهر کورونادال است. جمعیت آن حدود یک میلیون و یکصد هزار نفر است. مساحت این استان در حدود چهار هزار و پانصد کیلومتر مربع است .